# Митрофан (Загорский)
Епи́скоп Митрофа́н (в миру Михаи́л Василье́вич Заго́рский; 1844, Большая Брембола, Владимирская губерния — 27 декабря 1922, Рязань) — епископ Русской православной церкви, епископ Михайловский, викарий Рязанской епархии.

## Биография
В 1860 году окончил Переславское духовное училище, а в 1866 году — Владимирскую духовную семинарию и назначен секретарём мирового судьи в город Иваново. В 1869 году назначен учителем в Переяславское духовное училище.
С 20 июля 1895 года — член-делопроизводитель Владимирского епархиального училищного совета.
27 марта 1906 года в церкви Архиерейского дома во Владимире пострижен в монашество, зачислен в число братии Владимирского Архиерейского дома. Рукоположен в сан иеродиакона.
10 апреля 1906 года рукоположён в сан иеромонаха и назначен настоятелем Переяславского Троицко-Данилова монастыря.
9 июля 1906 года возведён в сан архимандрита и назначен благочинным монастырей Переславского и Александровского уездов.
14 июля 1912 года избран епископом Муромским, вторым викарием Владимирской епархии.
15 июля 1912 года в Казанском соборе Санкт-Петербурга рукоположён архиепископом Финляндским Сергием (Страгородским), епископ Смоленским Феодосием (Феодосиевым), епископом Пермским Палладием (Добронравовым), епископом Олонецким Никанором (Надеждиным), епископ Могилёвским Константином (Булычёвым) во епископа Муромского, викария Владимирской епархии.
Выступил с критикой декрета об отделении Церкви от государства и школы от Церкви. Реакция не замедлила себя ждать — вскоре последовали большевистские обыски. 8 июля 1918 года в Муроме вспыхнул антибольшевистский мятеж, но уже на следующий день мятеж был подавлен.
Был арестован по обвинению в «участии в белогвардейском выступлении в Муроме в июле 1918 года». Полгода пробыл в тюрьме. В феврале 1919 года его выслали в Рязань.
3 мая 1919 года назначен епископом Михайловским, викарием Рязанской епархии.
Уклонился в обновленчество и 28 июня 1922 года был избран членом Рязанского церковного управления. 17 июля того же года обновленческим ВЦУ утверждён в этой должности. 19 сентября 1922 года в Рязанской епархии был организован Рязанский губернский комитет Союза церковного возрождения, куда вошёл в том числе и епископ Митрофан.
Скончался 27 декабря 1922 года в Рязани от воспаления лёгких. 31 декабря 1922 года в Архангельском соборе Рязанского кремля состоялось его отпевание, которое возглавил архиепископ Рязанский и Зарайский Вениамин (Муратовский), после чего состоялось его погребение.